# Gabriel Poppius
Gabriel Poppius, född den 18 februari 1769 i Jockas, död den 3 januari 1856 i Stockholm, var en svensk ämbetsman.

## Biografi
Gabriel Poppius var son till kyrkoherde Henrik Poppius (1721–1786) och dennes hustru Katarina Nylander (1732–1802). Poppius blev student vid Kungliga Akademien i Åbo 1786, hovrättsexamen 1792, juris utriusque doktor vid Uppsala universitet 1818. Han blev vice häradshövding 1798, häradshövding 1798, tillförordnad revisionssekreterare 1801, ledamot av lagkommissionen 1804 och utgav som sådan 1807 års lagsamling. Poppius blev ledamot av Rikets allmänna ärendens beredning 1805 och enskild föredragande för kungen i justitieärenden 1808. Han var närvarande vid avsättningen av Gustav IV Adolf på Stockholms slott den 13 mars 1809 och utnämndes till justitieråd i juni 1809. Poppius var ordförande i direktionen för Nummerlotteriet 1813–1841. Han förordnades till god man i dödsboet efter änkedrottning Sofia Magdalena 1813. Poppius var president i Kommerskollegium 1826–1833 och ordförande för Teknologiska institutets direktion 1827–1832.
Poppius blev ledamot av Vetenskapsakademien 1827–1847, preses åren 1828–1830. Han utnämndes till statsråd 1833 och fick avsked på egen begäran 1836. Poppius var vetenskapsakademiens representant i riksdagen åren 1828, 1834, 1838 och 1840. Han var direktör i Lantbruksakademien från 1838 till sin död. Poppius införde nya metoder för nyodling och rationellt jordbruk på sin egendom Kevinge gård, norr om Stockholm, och gjorde en betydelsefull insats för ullkulturens utveckling i landet.
Pimpinellrosen Rosa Poppius som är uppdragen av Carl Stenberg vid Lantbruksakademiens Experimentalfält är tillägnad Gabriel Poppius, som i hög grad åtnjöt Karl XIV Johans ynnest. Kungen ville adla honom 1843, men han avböjde denna ära. Han utnämndes då till riddare av Serafimerorden och blev därmed Sveriges förste ofrälse serafimerriddare. Han gifte sig 1809 i Stockholm med Anna Gustava Hochschild (1789–1849), dotter till Rutger Fredrik Hochschild och Johanna Gustava Rehn. För en stor vänkrets utgjorde det poppiuska hemmet en uppskattad medelpunkt. Bland hans vänner fanns Jöns Jacob Berzelius, Johan Olof Wallin, Esaias Tegnér, Bernhard von Beskow, Hans Gabriel Trolle-Wachtmeister och Johan Tobias Sergel.
Tegnér vistades ofta i deras hem och i ett brev till Berzelius i januari 1835 skrev han: "Sedan Charlotte Åkerhielm dog [1828] har mitt hjerta tagit sitt högquarter, åtminstone för Stockholmsvistandet, i Poppii hus. Jag finner der de högre klassernas bildning i förening med Medelståndets trefliga anspråkslöshet och den hjertlighet hvarförutan allt umgänge, äfven det snillrikaste, är mig obehagligt och främmande".
Paret fick fem barn varav Elisabet Johanna (Betty) Poppius (1811–1884) gifte sig 1835 i Stockholm med kemisten friherre Jöns Jacob Berzelius. Sonen Carl Daniel Poppius var häradshövding i Västmanland. 
Gabriel Poppius och hans hustru är begravda på Solna kyrkogård och i graven bredvid ligger dottern Betty och svärsonen Jöns Jacob Berzelius. I samband med sitt inträde i Svenska akademien skrev justitierådet Birger Wedberg en minnesteckning över Gabriel Poppius, utgiven på Norstedts förlag 1934.
Gabriel Poppius sonson Erik Gabriel Poppius (1840–1907) var tullfiskal i Stockholm.